# Buddinge
Buddinge er en bydel i Storkøbenhavn beliggende i Gladsaxe Kommune. Hele kommunen har 70.600 indbyggere  (2024). Bydelen var tidligere en mindre landsby, hvis navn kendes tilbage fra Middelalderen. Først i nyere tid er Buddinge dog vokset, og blevet en del af den større bydel Gladsaxe. Især med opførelsen af Buddinge Station i starten af det 20. århundrede begyndte bydelen at vokse, selvom stationen blev anlagt ca. 1 km nord for bykernen, der lå ved det nuværende Buddinge Centret.
Buddinge ligger helt centralt i kommunen. I bydelen befinder der sig ud over en række skoler Gladsaxe Gymnasium, Buddinge Station, Buddinge Kirke, Gladsaxe Ny Teater samt Gladsaxe Rådhus.

## Historie
Buddinge landsby bestod i 1682 af 20 gårde og 5 huse uden jord. Det samlede dyrkede areal udgjorde 826,0 tønder land skyldsat til 179,80 tønder hartkorn. Dyrkningsformen var trevangsbrug.
Buddinge fik en station på Slangerupbanen efter, at denne åbnede i 1906.
Buddinge havde i 1911 419 indbyggere. Heraf ernærede 107 sig ved landbrug, 84 ved håndværk og industri, 110 ved handel, 20 ved transport.
Buddinge stationsby havde 399 indbyggere i 1906, 419 indbyggere i 1911 og 832 i 1916.
Buddinge stationsby fortsatte sin udvikling i mellemkrigstiden: i 1921 havde den 634 indbyggere, i 1925 1.265, i 1930 1.619 og i 1935 2.219 indbyggere. Fra 1935 blev hele Gladsaxe kommune regnet som forstadskommune til Hovedstaden.
I 1930 fandtes i Buddinge stationsby blandt andet lægebolig, kommunekontor, Keller’sk Aandssvageanstalt (Lillemose Gaard), planteskole, mølle, mørtelfabrik, gummivarefabrik og pelsberederi; desuden en del villabebyggelse, gartnerier med mere.
Den store rundkørsel blev anlagt i 1953. Den blev nedlagt i 2022 for at gøre plads til den nye letbane.